# Међународна година планете Земље
Генерална скупштина Уједињених нација је 2008. прогласила Међународном годином планете Земље како би се повећала свест о значају наука о Земљи за унапређење одрживог развоја. УНЕСКО је одређен као водећа агенција. Годишње активности обухватале су три године 2006–2009.

## Циљеви
Та година је имала за циљ да прикупи 20 милиона долара од индустрије и влада, од чега је половина требало да буде утрошена на суфинансирање истраживања, а половина на активности у склопу даљег досезања. То је требало да буде највећи икада међународни напор да се промовишу науке о Земљи.
Осим истраживача, од којих се очекивало да ће имати користи у оквиру Годишњег научног програма, главне циљне групе за шире поруке године биле су:
- Доносиоци одлука и политичари, како би их боље информисали о томе како се научна знања о Земљи могу користити за одрживи развој
- Јавност која гласа, да им саопшти како научна знања о Земљи могу допринети бољем друштву
- Геонаучници, да им помогне да своје знање о различитим аспектима Земље искористе за добробит светске популације.

Теме истраживања године, изложене у десет научних проспекта, изабране су због њихове друштвене важности, мултидисциплинарности и потенцијала за ширење. Година је имала дванаест оснивача, 23 придружена партнера, а политички је подржало 97 земаља које представљају 87% светске популације. Годину је политички промовисала Народна Република Танзанија у Унеску и Уједињеним нацијама у Њујорку.
Година је подстакла доприносе истраживача у оквиру десет одвојених тема. Програм за даље проширење је функционисао на сличан начин, примајући понуде за подршку од појединаца и организација широм света.
Годишњи вођа пројекта био је бивши председник ИУГС професор Едуардо де Мулдер. Годишњим одбором за науку председавао је професор Едвард Дербишир (Ројал Холовеј), а његовим комитетом за информисање др Тед Нилд (Геолошко друштво Лондона).
Пројекат Међународна година планете Земље заједнички су покренули Међународна унија геолошких наука (ИУГС) и Организација Уједињених нација за образовање, науку и културу (Унеско). У саопштењу за штампу УН пише:
Нацртом о Међународној години планете Земље, 2008, који је Комитет одобрио без гласања 11. новембра, Скупштина би 2008. прогласила Међународном годином планете Земље. Такође би одредио Организацију Уједињених нација за образовање, науку и културу (УНЕСКО) да организује активности које ће се предузети током године, у сарадњи са УНЕП-ом и другим релевантним телима Уједињених нација, Међународном унијом геолошких наука и другим друштвима и групама за науку о Земљи. широм света. Такође, тим нацртом, Скупштина би подстакла државе чланице, систем Уједињених нација и друге актере да искористе Годину за повећање свести о значају наука о Земљи у постизању одрживог развоја и промовисању локалних, националних, регионалних и међународних акција.

## Спољашље везе
- Званични сајт Међународне године планете Земље
- ESFS.org: Planet Eather-file (пдф)